# Piotr Szczęsny
Piotr Paweł Szczęsny (6. července 1963 Krakov – 29. října 2017 Varšava) byl polský chemik, člen polské pobočky společnosti Mensa, který se upálil 19. října 2017 na protest proti politice vládní strany PiS.

## Životopis

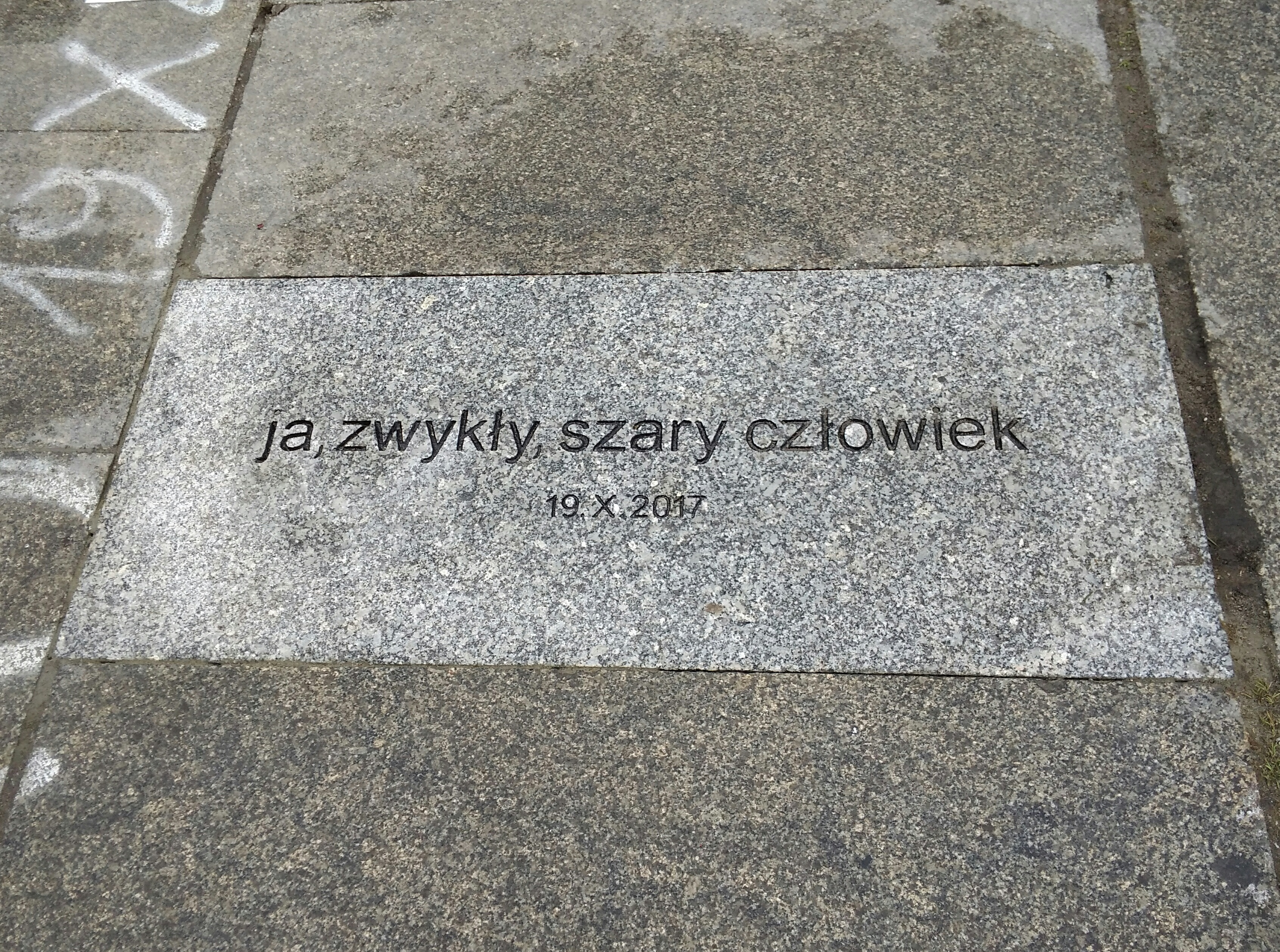
Pamětní deska vedle oficiální galerie Paláce kultury:
"Já, obyčejný, šedý člověk"

Studoval chemii na Jagellonské univerzitě a stal se členem Asociace nezávislých studentů. Pracoval v 80. letech v odborové federaci „Solidarność“.
Po absolutoriu zůstal jako asistent na vysoké škole, začal svou doktorskou práci. Po roce 1989 opustil univerzitu a stal se spoluzakladatelem vydavatelství, které publikovalo příručky o chemii. Deset let zastával funkci předsedy společnosti pro další odborné vzdělávání. Pracoval jako konzultant v obchodních otázkách. V roce 2016 uzavřel svou společnost.
Piotr Szczęsny žil v Niepołomicích. Byl jako vysoce inteligentní člověk členem Mensy a byl otcem dvou dospělých dětí, které v době jeho smrti psaly doktorské disertační práce. Jeho žena byla lékárnice. Neúčastnil se žádné politické akce polské opozice.

### Protest a smrt
Piotr Szczęsny přišel 19. října 2017 po 16:00 na náměstí před varšavským Palácem kultury a vědy. Nejprve rozdal kolemjdoucím letáky s patnácti body, které sám sepsal jako protest proti politice současné polské vlády, vedené stranou PiS, pak se polil hořlavou tekutinou a zapálil se. Letáky byly sepsány kultivovaně, bez urážlivých slov. Po deseti dnech zemřel v nemocnici.
Do 2. listopadu 2017 byl na přání rodiny pouze "Piotrem S.", teprve potom bylo oznámeno jeho příjmení.
Piotr Szczęsny byl pohřben 14. listopadu 2017 na krakowském Salwatorském hřbitově za přítomnosti stovek truchlících z celého Polska.